# Педро де Мендоза
Педро де Мендоза Лујан (око 1487—23. јуна 1537) је био шпански конкистадор, војник и истраживач, а први аделантадо (титула шпанских племића током средњег века) у Вицекраљевству Рио де ла Плата.

## Поморство
Педро де Мендоза, такође познат као Дон Педро де Мендоза, био је пореклом из племићке породице у граду Гуадикс у Гранади, за време владавине цара Карла V. Он је такође био племић у шпанском суду. Године 1524, он је добио титулу витез Алкантара, а касније добија и орден Сантјаго.
Године 1529, он се понудио да истражи Јужну Америку о свом трошку и да успостави колоније. Захваљујући напорима његове мајке Марије де Мендоза, 1534. његова понуда бива прихваћена. Он је именован за аделантада гувернера, капетан генерала, и врховног судију Нове Андалузије. Ове титуле омогућавале су му да буде владар над онолико земље колико је могао да освоји у оквиру 200 лига јужне границе Новог Толеда. Иако је ово мерено дуж обале Пацифика, схваћено је да ће његови напори бити усмерени ка Рио де ла Плата на Атлантику. Цар је Мендози дао 2000 људи и 13 бродова под условом да у року од две године Мендоза транспортује 1000 колониста, сагради путеве у унутрашњости и изгради три тврђаве. Мендоза би склдовало пола блага убијених поглавица и девет десетина од откупа. Позиција гувернера је такође, у теорији, била наследна.
Те године, он је кренуо са великим флотом, али страшна олуја задесила их је у близини обале Бразила. Ту је његов поручник, Хуан де Осорио убијен, према неким изворима по налогу самог Мендозе због сумње за нелојалност. Мендоза је пловио до Рио де ла Плате 1535. и основао Буенос Аирес 3. фебруара 1536. године.
Иако се Мендоза сматра оснивачем Рио де ла Плата (и Буенос Аиреса), он никада није био ефикасан вођа, јер је хронично патио од веома тешког облика сифилиса. Проводио је пола свог времена у кревету, али је улагао велики напор у ову експедицију. Нема значајних кампања у то време, а једини хроничар је био немачки војник по имену Улдерико Шмит (или Улрико Шмидл). Шмит је дошао до Ривер Плата са Дон Педром и остао тамо осамнаест година, борећи се у готово у свакој бици. Његово мишљење о овој раној историји региона Ривер Плата је најважнији документ из тог периода.

## Сукоби са староседеоцима у Рио де ла Плата
На Ривер Плати, Шпанци су наишли на групу од отприлике три хиљаде староседелаца расутих широм околине познати под називом Керанди, који су делили са њима своју храну, ма колико она била оскудна. Упркос томе, Шпанци су убрзо домороце и њихову дарежљивост узели здраво за готово и као резултат тога, Керанди су прекинули односе са белим људима и преселили се даље од шпанског насеља. Љути изненадним непријатељством, Мендоза је послао свог брата да употреби силу против домородаца.
Иако је убијено стотине домородаца, и Мендозин брат је убијен заједно са тридесет својих људи и неколико коња у бици код реке Лујан. Староседеоци су истерани након ове крваве борбе, али и Шпанци су скупо платили ову борбу.

## Потешкоће
Град колониста је направљен у журби, окружен је зидом од ћерпича од дебљине од 1 метра. Сваки пут када је падала киша зид би се делимично растварао. Уз ова повремена погоршања зида, колонисти су морали да се баве другим проблемом - глађу. Залихе хране су на крају постале мале, а становници су морали да прибегавају да се хране пацовима, змијама, гуштерима, сировом кожом чизама, па чак и телима оних који су умрли.
Поред ових потешкоћа, домороци су формирали коалицију. Они су изнова и изнова нападали град, много пута остављајући га готово у потпуности спаљеног до темеља. Још увек болујући од сифилиса, Мендоза именује Хуана де Аиоласа да га наследи као капетан генерал.
Аиолас се позабавио проблемом тако што је пловио узводно реком Парана са великим делом преостале снаге. Они су поразили Гуаране, направили споразум о пријатељству са њима, а онда Аиолас оснива град Асунсион (у Парагвају) 1537. године.

## Мендозин повратак
Док се све ово дешавало, Мендоза, разочаран и нарушеног здравља, креће за Шпанију 1537. године. Нажалост, умро је током путовања. Он је обећао да ће послати помоћ својим снагама које је оставио иза себе у Буенос Ајресу. Иако је молио да Шпанија пошаље више људи и да спасе његов град у тестаменту, помоћ која је послата није била довољна.
Године 1541. су досељеници напустили Буенос Ајрес и преселили се у Асунсион. Доминго Мартинез де Ирала је изабран као трећи (додуше привремени) гувернер тих људи. Са Буенос Ајресом у рушевинама, Асунсион је постао база за освајање у Рио де ла Плата региону.